# 向井葉月
向井 葉月（むかい はづき、1999年〈平成11年〉8月23日 - ）は、日本の元アイドルであり、女性アイドルグループ乃木坂46の元メンバーである。東京都出身。2024年12月31日に芸能界から引退した。

## 来歴
1999年（平成11年）8月23日生まれ。
2016年（平成28年）9月4日、『乃木坂46第3期生オーディション』に合格し活動を開始。同年12月10日に日本武道館で開催された『乃木坂46 3期生「お見立て会」』でファンに初披露された。
2019年4月より『将棋フォーカス』（NHK E）の番組MCを伊藤かりんから引き継いだ。同年8月、舞台『コジコジ』で舞台初主演を務めた。
2020年（令和2年）1月6日、日本将棋連盟主催の新年行事である指し初め式に参加し、田中寅彦九段と盤を挟んで一手を指す儀式を行った。
2021年（令和3年）8月23日、22歳の誕生日を迎え、Instagramアカウントを開設した。
2022年（令和4年）3月6日放送分で『将棋フォーカス』の番組MCを卒業した。
2023年（令和5年）9月1日、自身がファンである埼玉西武ライオンズのイベントにおいて、初めてセレモニアルピッチを務めた。同年12月6日に発売された34thシングル『Monopoly』で初めて選抜メンバーに選ばれた。
2024年（令和6年）1月4日より、レギュラー出演するbayfmのラジオ番組『乃木坂46 向井葉月の木曜ここで待ちあわせ』の放送が開始された。同年3月27日、ラジオ番組『文化放送ライオンズナイター』の番組公式マネージャーに就任した。同年11月1日、自身がレギュラーを務めるラジオ番組『乃木坂46 向井葉月の木曜ここで待ちあわせ』内において年内いっぱいでの乃木坂46からの卒業と芸能界引退を発表した。同年12月15日、幕張メッセ 幕張イベントホール開催の『乃木坂46 大感謝祭2024』DAY2公演で卒業セレモニーが行われた。同年12月31日、『第75回NHK紅白歌合戦』に出場し、乃木坂46として最後の音楽特番の歌唱を行い卒業、芸能界を引退した。

## 人物
愛称は、はづき。左利き。
中学校時代は陸上部に所属。小学生のころにソフトボールの経験がある。
野球観戦が趣味で、高校生のころから埼玉西武ライオンズのファンである。特に応援している選手は岡田雅利。2023年からセレモニアルピッチに複数回出演している。
ペットとしてカエルを飼っている。
テレビ番組『将棋フォーカス』の担当をきっかけに始めた将棋では、自分の名前にちなんだ「向かい飛車」を得意戦法としている。『将棋フォーカス』での棋力テストでは、中村太地七段（当時）より2020年11月15日放送分でアマチュア6級、2021年6月37日放送分でアマチュア4級の判定を受け、2022年3月6日放送分では木村一基九段よりアマチュア3級の判定を受けた。

### 交友関係
同じ乃木坂46の元メンバーで3期生である山下美月とは親友の間柄であり、同じ「月」と名前があることから、「ダブルムーン」という愛称でファンの間では有名である。

## 作品

### シングル
乃木坂46
- 三番目の風（2017年3月22日、SRCL-9376/7） - EAN 4547366297553。
- 未来の答え（2017年8月9日、SRCL-9495/6） - EAN 4547366319194。
- 僕の衝動（2017年10月11日、SRCL-9578/9）  - EAN 4547366330359。
- 新しい世界（2018年4月25日、SRCL-9784/5） - EAN 4547366354157。
- トキトキメキメキ（2018年4月25日、SRCL-9788/9） - EAN 4547366354188。
- 三角の空き地（2018年8月8日、SRCL-9913/4） - EAN 4547366369465。
- 自分じゃない感じ（2018年8月8日、SRCL-9915/6） - EAN 4547366369472。
- 日常（2018年11月14日、SRCL-9976/7） - EAN 4547366382044。
- 滑走路（2019年5月29日、SRCL-11186/94） - EAN 4547366406672。
- 〜Do my best〜じゃ意味はない（2019年9月4日、SRCL-11266/7） - EAN 4547366418606。
- 毎日がBrand new day（2020年3月25日、SRCL-11464/5） - EAN 4547366444216。
- 世界中の隣人よ（2020年5月25日）[32]
- 口ほどにもないKISS（2021年1月27日、SRCL-11682/3） - EAN 4547366487251。
- 大人たちには指示されない（2021年6月9日、SRCL-11836/7） - EAN 4547366507270。
- 錆びたコンパス（2021年6月9日、SRCL-11842/3） - EAN 4547366507317。
- マシンガンレイン（2021年9月22日、SRCL-11880/1） - EAN 4547366522303。
- 他人のそら似（2021年9月22日、SRCL-11888） - EAN 4547366522334。
- 届かなくたって…（2022年3月23日、SRCL-12104/5） - EAN 4547366549072。
- Under's Love（2022年8月31日、SRCL-12210/8） - EAN 4547366571950。
- 僕が手を叩く方へ（2022年8月31日、SRCL-12210/1） - EAN 4547366571950。
- 夢を見る筋肉（2022年8月31日、SRCL-12218） - EAN 4547366571981。
- 悪い成分（2022年12月7日、SRCL-12330/8） - EAN 4547366590166。
- 僕たちのサヨナラ（2023年3月29日、SRCL-12480/8） - EAN 4547366607307。
- Never say never（2023年3月29日、SRCL-12484/5） - EAN 4547366607321。
- さざ波は戻らない（2023年3月29日、SRCL-12486/7） - EAN 4547366607338。
- 踏んでしまった（2023年8月23日、SRCL-12620/8） - EAN 4547366626612。
- Monopoly（2023年12月6日、SRCL-12630/8） - EAN 4547366650990。
- チャンスは平等（2024年4月10日、SRCL-12850/8） - EAN 4547366669053。
- 落とし物（2024年8月21日、SRCL-12950/1） - EAN 4547366693973。

### アルバム
乃木坂46
- 生まれてから初めて見た夢（2017年5月24日、SRCL-9437/44） - EAN 4547366307825。
- 今が思い出になるまで（2019年4月17日、SRCL-11140/7） - EAN 4547366401325。
- Time flies（2021年12月15日、SRCL-12020/30） - EAN 4547366534184。

### 映像作品
- 向井葉月（2017年3月22日） - EAN 4547366297553。
- NOGIBINGO!8（2018年3月16日） - EAN 4988021146821。
- 乃木坂46 5th YEAR BIRTHDAY LIVE 2017.2.20-22 SAITAMA SUPER ARENA（2018年3月28日） - EAN 4547366344523。
- 乃木坂46 真夏の全国ツアー2017 FINAL! IN TOKYO DOME（2018年7月11日） - EAN 4547366363999。
- NOGIBINGO!9（2018年10月19日） - EAN 4988021147392。
- 乃木坂46 6th YEAR BIRTHDAY LIVE 2018.07.06-08 JINGU STADIUM&CHICHIBUNOMIYA RUGBY STADIUM（2019年7月3日） - EAN 4547366411270。
- ドラマ「ザンビ」（2019年8月2日） - EAN 4988021148474。
- ナナマル サンバツ THE QUIZ STAGE ROUND 2（2019年9月11日）
- いつのまにか、ここにいる Documentary of 乃木坂46（2019年12月25日） - EAN 4988104123695。
- 乃木坂46 7th YEAR BIRTHDAY LIVE 2019.2.21-24 KYOCERA DOME OSAKA（2020年2月5日） - EAN 4547366438956。
- ミュージカル「美少女戦士セーラームーン」2019（2020年4月11日） - EAN 4573478602794。
- 乃木坂46 8th YEAR BIRTHDAY LIVE 2020.2.21-24 NAGOYA DOME（2020年12月23日） - EAN 4547366482812。
- NOGIZAKA46 Mai Shiraishi Graduation Concert 〜Always beside you〜（2021年3月10日） - EAN 4547366491104。
- ナナマル サンバツ THE QUIZ STAGE O（2021年6月9日） - EAN 4988101212606。
- ノギザカスキッツACT2 第1巻（2021年7月30日） - EAN 4988021718608, EAN 4988021140829。
- ノギザカスキッツACT2 第2巻（2021年10月22日） - EAN 4988021718615, EAN 4988021140836。
- 乃木坂46 9th YEAR BIRTHDAY LIVE 5DAYS（2022年6月8日） - EAN 4547366541441, EAN 4547366541465。
- 乃木坂スター誕生!2 第2巻（2022年10月28日） - EAN 4988021718981, EAN 4988021141567。
- 乃木坂46 真夏の全国ツアー2021 FINAL! IN TOKYO DOME（2022年11月16日） - EAN 4547366576009, EAN 4547366576016。
- 乃木坂46 10th YEAR BIRTHDAY LIVE（2023年2月22日） - EAN 4547366594324, EAN 4547366594447。
- さ〜ゆ〜Ready?さゆりんご軍団ライブ/松村沙友理 卒業コンサート（2023年4月26日）[33]
- 生田絵梨花 卒業コンサート（2023年4月26日）[33]
- NOGIZAKA46 ASUKA SAITO GRADUATION CONCERT（2023年10月25日） - EAN 4547366631012, EAN 4547366631098。
- 乃木坂46 11th YEAR BIRTHDAY LIVE 5DAYS（2024年2月21日） - EAN 4547366660128, EAN 4547366660135。
- MIZUKI YAMASHITA GRADUATION CONCERT（2024年10月2日） - EAN 4547366701180, EAN 4547366701227。
- 乃木坂46 12th YEAR BIRTHDAY LIVE（2025年2月12日） - EAN 4547366722253。

## 出演

### 配信ドラマ
- ラブシェアリング（2022年3月27日 - 6月5日、ひかりTV）主演・西和佳奈 役（中村麗乃、弓木奈於とのトリプル主演）[34][35]

### その他のテレビ番組
- 乃木坂46佐藤楓の世界バドミントンが46倍楽しくなるTV（2018年7月27日、テレ朝チャンネル1）[36]
- 将棋フォーカス（2019年4月7日 - 2022年3月20日、NHK Eテレ）総合司会[37]

### ラジオ
- 乃木坂46 向井葉月の木曜ここで待ちあわせ（2024年1月4日 - 12月26日、 bayfm）パーソナリティ[38][39]
- 文化放送ライオンズナイター（2024年4月 - 11月29日、公式マネージャー）[16][40]

### 舞台
- コジコジ（2019年8月21日 - 25日、CBGKシブゲキ!!）主演・コジコジ 役[8]
- ナナマル サンバツ THE QUIZ STAGE 九条このみ 役[41][42]
  - ROUND 2（2019年5月3日 - 8日、三越劇場）
  - O（2021年1月9日・17日、博品館劇場）
- 蟻地獄（2021年6月4日 - 10日、よみうり大手町ホール）マフユ 役[43]

### 始球式
- 【パーソル パ・リーグ公式戦】埼玉西武ライオンズ対福岡ソフトバンクホークス 19回戦（2023年9月1日、ベルーナドーム）[44]
- 【日本生命セ・パ交流戦】埼玉西武ライオンズ対広島東洋カープ 3回戦（2024年6月13日、ベルーナドーム）[45]

## 書籍

### 雑誌連載
- 読売中高生新聞（2018年4月20日 - 、読売新聞東京本社）番外地[46]